# Francisco González de Cosío (ingeniero)
Francisco de Paula González de Cosío y Arauz (Santiago de Querétaro; 7 de marzo de 1841 - Santiago de Querétaro; 5 de febrero de 1914) fue un ingeniero, hacendado y político mexicano, que se desempeñó como Gobernador de Querétaro en varias ocasiones, desde el 5 de mayo de 1880 hasta el 31 de marzo de 1911.
En 1902 en su cargo como gobernador, determinó que la Escuela de Dibujo y el Conservatorio de Música quedaran integradas en la Escuela de Bellas Artes, en la que se pensaba dar un nuevo impulso al ámbito educativo.